# Urgleptes jamaicensis
Urgleptes jamaicensis är en skalbaggsart som beskrevs av Gilmour 1968. Urgleptes jamaicensis ingår i släktet Urgleptes och familjen långhorningar. Inga underarter finns listade i Catalogue of Life.